# Quận Kemper, Mississippi
Quận Kemper là một quận thuộc tiểu bang Mississippi, Hoa Kỳ.
Quận này được đặt tên theo Reuben Kemper. Theo điều tra dân số của Cục điều tra dân số Hoa Kỳ năm 2000, quận có dân số 10.453 người. Quận lỵ đóng ở De Kalb.

## Địa lý
Theo Cục điều tra dân số Hoa Kỳ, quận có diện tích 1987 km2, trong đó có 2 km2 là diện tích mặt nước.

### Các xa lộ chính
- U.S. Highway 45
- Mississippi Highway 16
- Mississippi Highway 21
- Mississippi Highway 39

### Quận giáp ranh
- Quận Noxubee (bắc)
- Quận Sumter, Alabama (đông)
- Quận Lauderdale (nam)
- Quận Neshoba (tây)
- Quận Winston (tây bắc)